# Campionati italiani assoluti di scherma del 1992
I Campionati italiani assoluti di scherma del 1992 sono stati organizzati dalla Federazione Italiana Scherma e si sono svolti a Foggia in Puglia.
Nel fioretto, si sono aggiudicati i titoli dei campionati italiani Alessandro Puccini e Valentina Vezzali, entrambi al loro primo titolo nazionale.
Nella spada Mario Bovis ha vinto il suo primo titolo tra gli uomini, mentre tra le donne c'è stato il quarto successo di Elisa Uga.
Nella sciabola Ferdinando Meglio ha vinto il suo terzo titolo nazionale maschile, dopo quelli del 1981 e 1987.
Nei campionati italiani a squadre maschili il Centro Sportivo Carabinieri ha vinto nel fioretto, mentre il Gruppo Sportivo Fiamme Oro ha trionfato nella spada e nella sciabola
Nei campionati italiani a squadre femminili il titolo del fioretto è andato alla Società del Giardino di Milano, mentre la Scherma Pro Vercelli ha vinto nella spada.

## Podi

### Uomini
| Specialità  | Oro                            | Argento | Bronzo |
| Individuali |                                |         |        |
| Fioretto    | Alessandro Puccini             | -       | -      |
| Spada       | Mario Bovis                    | -       | -      |
| Sciabola    | Ferdinando Meglio              | -       | -      |
| A squadre   |                                |         |        |
| Fioretto    | Carabinieri Mauro Numa -       | -       | -      |
| Spada       | Fiamme Oro Maurizio Randazzo - | -       | -      |
| Sciabola    | Fiamme Oro -                   | -       | -      |

### Donne
| Specialità  | Oro                           | Argento | Bronzo |
| Individuali |                               |         |        |
| Fioretto    | Valentina Vezzali             | -       | -      |
| Spada       | Elisa Uga                     | -       | -      |
| A squadre   |                               |         |        |
| Fioretto    | Società del Giardino Milano - | -       | -      |
| Spada       | Scherma Pro Vercelli -        | -       | -      |